# Cousins
Cousins (pt: Entre Primos / br: Um Toque de Infidelidade) é um filme estadunidense de comédia romântica de 1989, dirigido por Joel Schumacher e estrelado por Ted Danson, Isabella Rossellini, Sean Young, William Petersen, Keith Coogan, Lloyd Bridges e Norma Aleandro. O filme é um remake estadunidense da comédia francesa Cousin, Cousine (pt: Primo e Prima / br: Primo, Prima) de 1975, dirigida por Jean-Charles Tacchella.  Foi filmado em Vancouver, Colúmbia Britânica, Canadá, mas ambientado em Seattle, Washington.

## Resumo
Larry Kozinski (Danson) e Maria Hardy (Rossellini) se encontram no casamento do tio de Larry, Phil, e da mãe de Maria, Edie (Aleandro). Recém-criados primos por casamento, eles descobrem que têm mais em comum do que o esperado, pois seus respectivos cônjuges, Tish (Young) inseguro e Tom (Petersen), impulsivo, começam um caso. Durante uma série de eventos familiares ritualizados, o sonhador Larry e a reprimida Maria decidem se vingar de seus cônjuges fingindo ter um caso. Seu plano de boa índole assume uma gravidade inesperada quando eles aprendem não apenas que são grandes amigos, mas também percebem que estão se apaixonando.
Eles consumam o caso, mas as ramificações abalam suas famílias, incluindo o filho artístico de Larry, Mitch (Coogan), e a adorável e agressiva filha de Maria, Chloe (Isabelle). Eles terminam o caso para trazer estabilidade de volta à vida de suas famílias. Enquanto isso, (após a morte repentina do tio Phil), o pai de Larry, Vince (Bridges), se interessa por sua cunhada viúva Edie e a corteja.
Larry e Maria se reencontram algum tempo depois no casamento de Vince e Edie. Encorajado por Tish (que havia se separado de Larry no início do filme), ele pede a Maria para "dançar com ele", irritando Tom, mas convencendo Maria a se libertar de seu casamento infeliz. Em um epílogo, Larry e Maria são vistos navegando com seus filhos, vivendo uma fantasia que haviam compartilhado de seu caso anterior.

## Elenco
- Ted Danson como Larry Kozinski
- Isabella Rossellini como Maria Hardy
- Sean Young como Tish Kozinski
- William Petersen como Tom Hardy
- Lloyd Bridges como Vincent Kozinski
- Norma Aleandro como Edie Hardy Kozinski
- Keith Coogan como Mitch Kozinski
- Gina DeAngeles como tia Sofia
- George Coe como Phil Kozinski
- Katharine Isabelle como pequena Chloe Hardy (como Katie Murray)
- Patrick McGeachan como jogador de futebol nº 1

## Produção
O filme foi dirigido por Joel Schumacher, conhecido principalmente por suas obras St. Elmo's Fire e The Lost Boys. Embora não sejam identificados como tal, as locações foram filmadas principalmente em Vancouver, Canadá, uma das primeiras vezes em que a cidade foi apresentada de forma tão proeminente, e fez com que a cidade fosse usada como locação de filmes. A trilha sonora foi composta por Angelo Badalamenti, que era extremamente popular na época por seu trabalho com o diretor de Twin Peaks e Blue Velvet, David Lynch. Film Score Monthly descreveu a trilha sonora melódica de Badalamenti como um recurso definitivo para o filme, enfatizando várias cenas com faixas cômicas, como Henry Mancini, e outras com um tema delicado e comovente que floresce em uma valsa sobre os créditos finais.

## Recepção
O filme recebeu críticas mistas. Rotten Tomatoes relata que 50% dos 8 críticos de cinema deram ao filme uma avaliação positiva, com uma avaliação média de 5.8 em 10. O público pesquisado pela CinemaScore deu ao filme uma nota "A-" em uma escala de A+ para F. O filme recebeu dois polegares acima de Siskel & Ebert, que foram os únicos grandes críticos a responder com entusiasmo ao filme após seu lançamento nos cinemas. O filme arrecadou um total de US$22.0 milhões, com um fim de semana de estreia de US$3.5 milhões.
Louvores individuais foram realizadas, bem como, particularmente elogiada foi Rosellini, a quem os críticos encontraram a capacidade de criar um papel carinhoso e doce depois de aparecer em Blue Velvet de David Lynch. Outros comentários chamaram o filme de "subestimado" e "Embora não esteja entre os grandes romances do cinema, há algo inegavelmente comovente - e ouso dizer emotivo — sobre Cousins".